# Marcela Temer

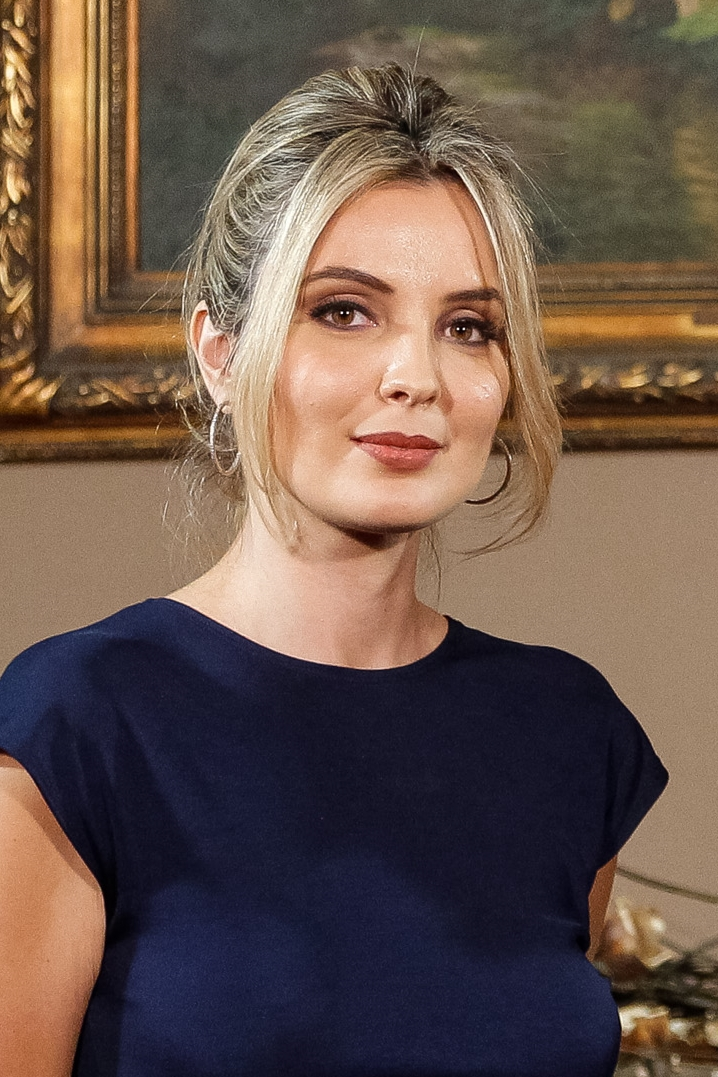
Marcela Temer (2016)

Marcela Tedeschi de Araújo Temer (* 16. Mai 1983 in Paulínia) ist die Ehefrau von Michel Temer, von 2016 bis 2018 Präsident Brasiliens. In der Amtszeit ihres Mannes war sie „Primeira-dama do Brasil“.

## Leben und Werk
Marcela Temers Eltern sind Carlos Antônio de Araújo und Norma Tedeschi. Sie wuchs in der damaligen Kleinstadt Paulínia im Bundesstaat São Paulo auf und besuchte eine staatliche Mittelschule. Sie war als Rezeptionistin für die Zeitung O Momento tätig. 2002 gewann sie die Misswahl ihrer Geburtsstadt und wurde Miss Paulinio. Dadurch nahm sie auch an der Misswahl des Bundesstaates São Paulo teil, bei der sie Zweite wurde.
Bei einer Veranstaltung der Partido Movimento Democrático Brasileiro (PMDB) lernte sie 2002 im Alter von 19 Jahren den damals 62-jährigen Michel Temer kennen. Am 26. Juli 2003 heirateten beide, 2009 bekamen sie einen Sohn.
Im Jahr 2009 erhielt sie nach Besuch des privaten Colleges Faculdade Autônoma de Direito (FADISP) einen Bachelor of Laws; der Titel ihrer vorgelegten schriftlichen Arbeit lautete Fertilização In Vitro no Direito Brasileiro (In-vitro-Fertilisation im brasilianischen Recht). Ihr mündliches Examen konnte Temer wegen der Geburt ihres Sohnes nicht ablegen, sie übte auch keinen Rechtsberuf aus.
Sie tritt wenig in der Öffentlichkeit auf, wird dagegen von feministischer Seite u. a. wegen ihres Konsumverhaltens und dem Bild, das sie von sich abgibt, als „nur vermeintlich weibliches Vorbild“ kritisiert. Ihre Rolle sieht sie als Mutter und Hausfrau. Bei dem Wohltätigkeitsprogramm Criança Feliz (deutsch etwa: Glückliches Kind) für Kleinkinder tritt sie als Botschafterin nach außen auf.